# مردی در آتش (فیلم ۲۰۰۴)
مردی در آتش (به انگلیسی: Man on Fire) نام یک فیلم اکشن درام آمریکایی محصول سال ۲۰۰۴، و به کارگردانی تونی اسکات و نویسندگی برایان هالگلند است. در این فیلم بازیگرانی همچون دنزل واشینگتن، داکوتا فانینگ، کریستوفر واکن، مارک آنتونی، جانکارلو جانینی، رادا میشل و ریچل تیکوتین ایفای نقش کرده‌اند. فیلمبرداری فیلم در مکزیکوسیتی انجام شده‌است. فیلم برگرفته از رمانی با همین نام بوده‌است که توسط فیلیپ نیکلسون (به انگلیسی: Philip Nicholson) و در دههٔ ۱۹۸۰ میلادی نوشته شده‌است. در سال ۱۹۸۷ نیز، فیلمی برگرفته از این رمان و با همین نام در کشور فرانسه تولید شده بود.
آپوروا لاکیا، کارگردان هندی، در سال ۲۰۰۵ فیلم یک اجنبی را با الهام‌گرفتن از این فیلم ساخت.
فیلم با بودجه‌ای معادل ۷۰ میلیون دلار توانست در حدود ۷۸ میلیون دلار در آمریکا و حدود ۵۲٫۳ میلیون دلار در سایر کشورها فروش داشته باشد، که در مجموع به فروشی بالغ بر ۱۳۰٬۲۹۳٬۷۱۴ دلار دست یافت.

## داستان
جان کریسی (دنزل واشینگتن)، مأمور سابق سیا، که به الکل معتاد شده، برای دیدن دوستش پل (کریستوفر واکن) به مکزیک می‌رود و پل به او پیشنهاد محافظت از یک دختربچهٔ ۹ساله را می‌دهد. «ساموئل راموس» کارخانه‌دار (مارک آنتونی) و همسر آمریکایی‌اش، لیزا (رادا میشل)، او را استخدام می‌کنند تا از دخترشان، «پیتا» (داکوتا فانینگ) مراقبت کند.

کریسی، که امید به زندگی را از دست داده، دست به خودکشی می‌زند، ولی تفنگ شلیک نمی‌کند. کریسی پس از گذشتِ مدتی و آشنایی با پیتا امید به زندگی را به‌دست می‌آورد، اما پیتا ربوده می‌شود…